# Nam Sa, Quảng Châu
Nam Sa (tiếng Trung: 南沙区), Hán Việt: Nam Sa khu) là một quận của thành phố cấp phó tỉnh Quảng Châu (广州市), tỉnh Quảng Đông, Cộng hòa Nhân dân Trung Hoa.
Nam Sa có 2 trấn: Vạn Khoảng Sa, Hoành Lịch; 2 nhai đạo biện sự xứ: Nam Sa và Châu Giang (nguyên là khu quản lý Châu Giang).